# Гвезда (дворец)
Летний дворец Гвезда (чеш. letohrádek Hvězda) — летний дворец, воздвигнутый в качестве охотничьего домика Фердинандом Тирольским, сыном короля Фердинанда I, в одноимённом заповеднике в пражском районе Либоц. В плане представляет собой необычную форму шестиконечной звезды. 
Во внутреннем убранстве здание богато украшена стукко. Позже это стало традиционным украшением ренессансных и барочных построек. Использованы мотивы античной мифологии.
С 1962 года числится как национальный памятник культуры Чехии. Сейчас в нём находится экспозиция, посвящённая битве на Белой Горе.

## Место строительства
Летний замок располагается в районе Либоц на месте, где раньше лежал лес Малейов. В 1534 году Фердинанд I перекупил участок этого леса у Бржевновского монастыря и основал там охотничий заповедник (Nová královská obora). Сначала он был ограждён только деревянным забором, в 1541—1563 были возведены каменные стены с вратами, через которые шёл путь к Пражскому Граду. В 1574 году были построены ещё одни врата. Последние врата Святой Маркеты были возведены Jacobo Canevale лишь в 1723 году.

## Строительство

Первоначальные чертежи. Разрез

Первоначальные планы постройки (хранятся в Инсбруке) нарисовал сам эрцгерцог Фердинанд Тирольский, бывший большим ценителем искусства. Он был очень образованным человеком, интересовался архитектурой; в его библиотеке были обнаружены сочинения Витрувия и Серлио.
Форма звезды выходит из представлений об идеальной крепости и напоминает форму бастиона. В плане структура образована пересечением двух равносторонних треугольников наподобие звезды Соломона.
Первый камень положил сам Фердинанд Тирольский 27 июня 1555 года. Известно, что в 1555 году строительство вёл Giovanni Maria Aostralli. Однако он не задержался на этой должности: уже в следующем году работы перенял Giovanni Lucchese. Все работы велись под руководством Ганса Тироля, а с 1556 года Бонифаца Вольмута. К 1558 году Вольмут построил зал для игры в мяч (называемый galleria) на террасе под павильоном..
В 1556—1560 годах итальянские художники Giovanni de Spatio и Pietro de Ferrabosco украсили нижний этаж стукко, скульптурами и орнаментами в античном стиле. В 1562 году художники Матей Ягодка, Якуб Вотих, Ян Пеквиста и Полак Спарга расписали стены верхнего зала, но с течением времени эти живописи исчезли.
Главное четырёхэтажное здание сохранилось до наших дней без изменений, если не считать замену крыши в середине XVII века. Тогда была изготовлена высокая крыша с фонарём на вершине, но в 1780 году она была заменена и до наших дней большее менялась.

## История
В 1558 году в летнем замке были устроены торжества по случаю официального становления Фердинанда I императором Священной Римской империи. Следующие торжества здесь были проведены в 1562 году по случаю становления Максимилиана II королём Богемии, потом Матиаша в 1611 году.

### Битва на Белой горе
В 1619 году в летнем замке был встречен с почестями новый король Фридрих Пфальцский («зимний король» — правил одну зиму). 7 ноября 1620 года там были собраны войска, но на следующий день большая их часть была отправлена назад в Прагу, чтобы солдаты могли наесться и напиться. В это время католические войска произвели решительный удар, который стал последней фазой битвы на Белой Горе.

### Дальнейшая судьба
Фердинанд II повелел восстановить летний замок. Первый этаж был сделан жилым, второй отвели для торжеств. Придворный художник Jonas Falck расписал стены зала на втором этаже изображением битвы (в 1674 году оно было закрыто 13 другими рисунками). Император Фердинанд III снова решил отреставрировать постройку, чтобы он мог принять немецких курфюнстов в 1652 году. Среди гостей был и сын «зимнего короля» Карл Людвиг.
20 ноября 1741 года в постройке провёл ночь Карл Альбрехт Баварский. Из-за низкого комфорта на следующий день он вынужден был переехать в Бржевновский монастырь. Через год в 1742 году французские войска вырубили старую дубовую аллею, ведущую к Праге. В 1744 году Фридрих II провёл в летнем замке две ночи, потом ещё раз приехал в 1757. Здесь он организовал главный штаб своей армии.
До времён правления Марии Терезии в охотничьем заповеднике содержались дикие животные, но постоянное присутствие войск их практически погубило. В 1780 году Иосиф II приказал организовать в летнем замке военный склад. В 1797 году охотничий заповедник стали превращать в парк (его стали называть «libosad»), в начале XIX века он стал парковой зоной. Армейское управление оставило летний замок только в 1866 году, когда он перешёл в имущество Праги. Однако вскоре военные вернулись и снова организовали склады боеприпасов. После многочисленных ходатайств и протестов склады были ликвидированы в 1874 году, а постройку признали исторически ценным зданием.
В 1948 году были произведены реставрационные работы по проекту Павла Янака. Планировалось сделать павильон музеем Алоиза Йираска и Миколаша Алеша. В 1962 году здание было признано национальным памятником культуры Чехии.